# Off On Off
Off On Off (em coreano: 오프온오프, estilizado como  offonoff) é uma dupla sul-coreana de Seul, sob a gravadora HIGHGRND. Eles estrearam em 21 de setembro de 2016, com "Bath".

## Integrantes
A Off On Off é composta por Colde como vocalista e 0Channel como produtor e DJ.

## Discografia

### Álbuns de estúdio
| Título | Detalhes do álbum | Posições | Vendas       |
| Título | Detalhes do álbum | KOR      | Vendas       |
| ------ | --- | -------- | ------------ |
| Boy.   | - Lançamento: 24 de julho de 2017 - Gravadora: HIGHGRND, KT Music - Formatos: CD, download digital Lista de músicas 1. in the car 2. Cigarette (feat. Tablo, MISO) 3. gold (feat. Dean) 4. Good2me (feat. PUNCHNELLO) 5. Boy 6. Photograph 7. Film Roll 8. Dance (춤) 9. Midnight 10. Moon, 12:04am 11. homeless door (feat. Rad Museum) 12. Overthinking | 27       | - KOR: 2 196 |

### Álbuns individuais
| Título     | Detalhes do álbum                                                                               | Posições | Vendas |
| Título     | Detalhes do álbum                                                                               | KOR      | Vendas |
| ---------- | ----------------------------------------------------------------------------------------------- | -------- | ------ |
| Photograph | - Lançamento: November 8, 2016 - Gravadora: HIGHGRND, KT Music - Formatos: CD, download digital | 88       | —      |

## Singles
| Título                                                        | Ano  | Posições | Vendas (DL) | Álbum            |
| Título                                                        | Ano  | KOR      | Vendas (DL) | Álbum            |
| ------------------------------------------------------------- | ---- | -------- | ----------- | ---------------- |
| "Bath"                                                        | 2016 | —        | —           | Single sem álbum |
| "Photograph"                                                  | 2016 | —        | —           | Boy.             |
| "Boy"                                                         | 2017 | —        | —           | Boy.             |
| "Dance" (춤)                                                  | 2017 | —        | —           | Boy.             |
| "—" indica lançamentos que não atingiram posições nos charts. |      |          |             |                  |